# SPEED STAR★
「SPEED STAR★」（スピード・スター）は、男性4人組ダンスユニットLeadが2010年7月28日に発売した17枚目のシングルである。

## 概要
前作「ギラギラRomantic」から約1年ぶりのシングルで、作曲は「バージンブルー」の鈴木キサブローが担当した。
本作以降、メインレーベル（ポニーキャニオン）からの発売となる。
初回限定盤（CD+DVD）と通常盤（CDのみ）の全5種類での発売。初回限定盤はHIROKI ver.、SHINYA ver.、KEITA ver.、AKIRA ver.の4種類があり、ジャケット、カップリング曲「光」（初回限定盤のみ収録）でそれぞれのメンバーがリードをとっている。
初回限定盤、通常盤ともに初回生産分のみイベント参加券封入。連動応募キャンペーンは帯に付いている応募券を5枚（種類不問）を集め、葉書で応募すると応募者全員に「SPEED STAR★ スペシャルDVD」をプレゼント。さらに応募者の中から抽選でLeadプレミアムイベント招待。
ミュージック・ビデオのオフショットで構成されたそれぞれのメンバーの着ムービー（全4バージョン）がレコチョクで限定配信されている。

## 収録曲

### CD
1. SPEED STAR★
（作詞：Lantana / ラップ詞：SHINYA / 作曲：鈴木キサブロー / 編曲：鏑木裕）
日本テレビ系『小熊のベア小屋』8月度エンディングテーマ
2. Speechless
（作詞：Lantana / ラップ詞：SHINYA / 作曲、編曲：Pontus Soderqvist, Vince Degiorgio, Bjorn Djupstrom）
3. バージンブルー 2010
（作詞：さがらよしあき / 作曲：鈴木キサブロー / 編曲：Haya）
10thシングルを新たなアレンジで再録。
4. 光
（作詞：古屋敬多 / ラップ詞：SHINYA / 作曲：Shonen-JET / 編曲：オーノカズナリ）
初回限定盤（CD+DVD）のみ収録。各ver.それぞれのメンバーがリードをとっている。
5. SPEED STAR★ (Instrumental)

### DVD
※初回盤のみ
1. SPEED STAR★ (Music Video)
2. SPEED STAR★ (Document)

## 販売形態
| 形態                      | 規格番号   | 4曲目            | 備考                                       |
| ------------------------- | ---------- | ---------------- | ------------------------------------------ |
| 初回限定盤（HIROKI ver.） | PCCA-03219 | 光 (HIROKI ver.) | CD+DVD。初回生産分のみイベント参加券封入。 |
| 初回限定盤（SHINYA ver.） | PCCA-03220 | 光 (SHINYA ver.) | CD+DVD。初回生産分のみイベント参加券封入。 |
| 初回限定盤（KEITA ver.）  | PCCA-03221 | 光 (KEITA ver.)  | CD+DVD。初回生産分のみイベント参加券封入。 |
| 初回限定盤（AKIRA ver.）  | PCCA-03222 | 光 (AKIRA ver.)  | CD+DVD。初回生産分のみイベント参加券封入。 |
| 通常盤                    | PCCA-03223 | ―                | CDのみ。初回生産分のみイベント参加券封入。 |